# Dihidroorotat dehidrogenaza
Dihidroorotat dehidrogenaza (EC 1.3.3.1) je enzim koji katalizuje četvrti korak u de novo biosintezi pirimidina. Ona pretvara dihidroorotat u orotat:
-dihidroorotat + O2 {\displaystyle \rightleftharpoons } orotate + 
- 4,5-Dihidroorotična kiselina
- Orotična kiselina.

Ljudski dihidroorotat dehidrogenaza je sveprisutan FMN flavoprotein. Kod bakterija (gen pyrD), se nalazi na unutarnjoj strani ćelijske membrane. U nekim kvascima, kao kod Saccharomyces cerevisiae (gen URA1), to je citosolni protein, dok se kod ostalih eukariota nalazi u mitohondrijima..

## Kliničko značenje
Za antiupalni lek leflunomid je pokazano da inhibira DHODH. Ljudska DHODH ima dva domena: alfa/beta-barel domen koji sadrži aktivne stranice i alfa-spiralni domen koje formira otvaranje tunela koji vodi do aktivnog mesta. Poznato je da se leflunomid vezuje u ovom tunelu. Leflunomid se koristi za lečenje reumatoidnog artritisa i psorijaze.
Mutacije ovog gena su pokazane da uzrokuju Milerov sindrom koji je isto tako poznat kao Genee-Wiedemann sindrom, Wildervanck-Smith sindrom ili post aksijalni akrofacijalni distosis (POADS).

### Ljudski proteini koji sadrže ove domene
- DHODH
- DPYD

## Literatura
- Barry Steven Selinsky (2003). „2. Dihydroorotate Dehydrogenase of Escherichia coli”. Membrane Protein Protocols: Expression, Purification, and Characterization (Methods in Molecular Biology (Clifton, N.J.), V.228.). Totowa, NJ: Humana Press. стр. 11-21. ISBN 978-1-58829-124-0. doi:10.1385/1-59259-400-X:11.

## Spoljašnje veze
- dihydroorotate+dehydrogenase на 

Ovaj artikal sadrži tekst iz javnog vlasništva Pfam i InterPro IPR001295
|  | Molimo Vas, obratite pažnju na važno upozorenje u vezi sa temama iz oblasti medicine (zdravlja). |